# Mitsubishi Savrin
La Mitsubishi Savrin è una autovettura prodotta dalla casa automobilistica giapponese Mitsubishi Motors a partire dal  2001 al 2014, realizzato per il mercato del sud-est asiatico.

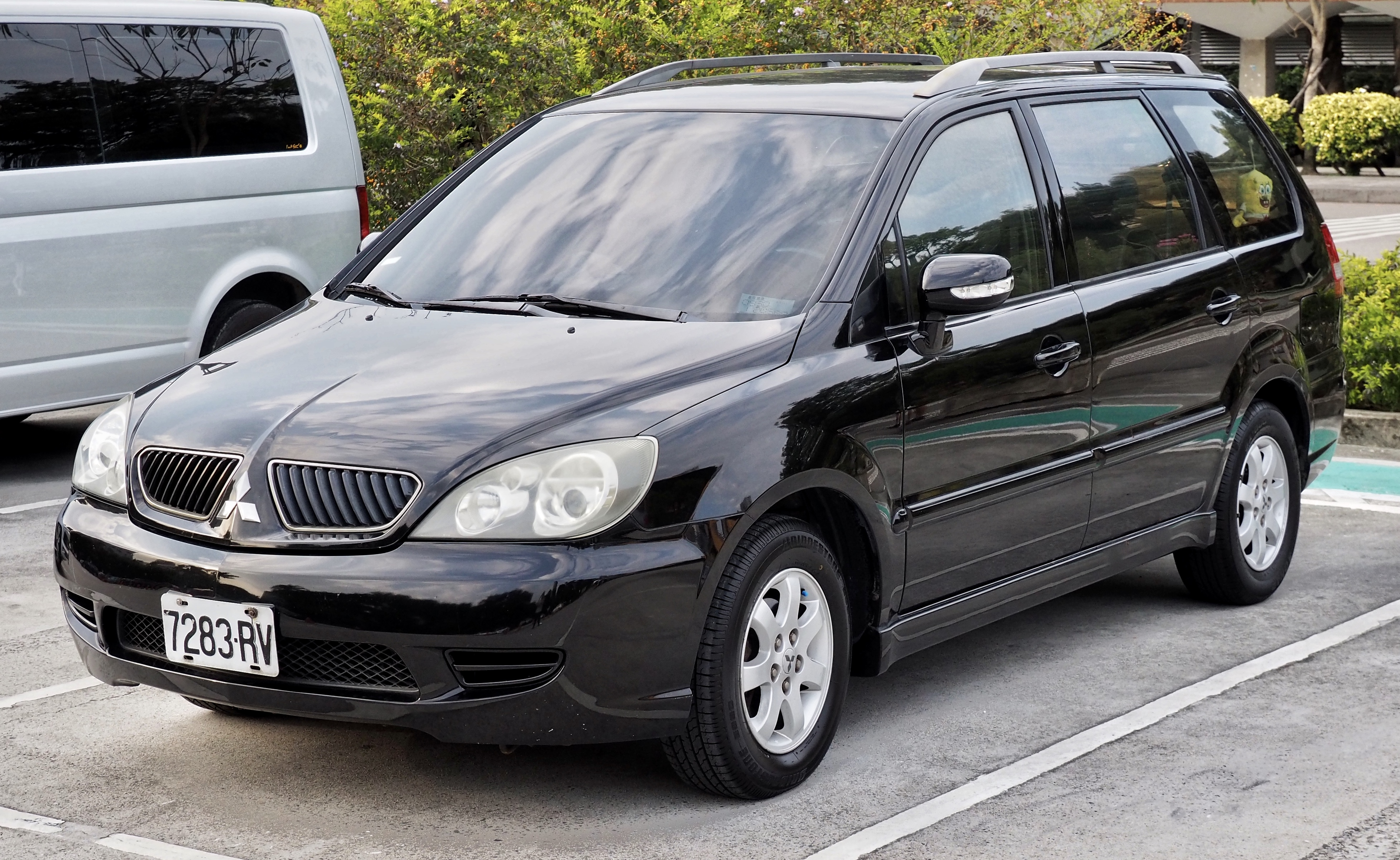
Savrin di seconda generazione

La prima generazione è stata un'assemblata in Taiwan dalla China Motor Corporation. A causa dell'accordo con la Soueast Motors della Cina continentale, la stessa vettura è stata poi ribattezzata Soueast Sovereign nella Cina continentale.
La seconda generazione della Savrin ha debuttato nel 2004, caratterizzata da un frontale e posteriore inediti, venendo venduta solo in Taiwan, la quale ha ricevuto un restyling nel 2009 con una nuova griglia, nuove luci posteriori e un paraurti posteriore ridisegnato.